# والتر إيبارا
والتر إيبارا (بالإسبانية: Walter Ibarra)‏ هو لاعب كرة قاعدة مكسيكي، ولد في 1 نوفمبر 1987 في لوس موتشيس في المكسيك.

## وصلات خارجية
- والتر إيبارا على موقع دوري كرة القاعدة الرئيسي (الإنجليزية)
- والتر إيبارا على موقعبيزبول رفرنس.كوم (الدوري الثانوي) (الإنجليزية)
- والتر إيبارا على موقع إي إس بي إن.كوم (أم.أل.بي) (الإنجليزية)
- والتر إيبارا على موقع مشجعي الرسوم البيانية (الإنجليزية)